# Jodła balsamiczna

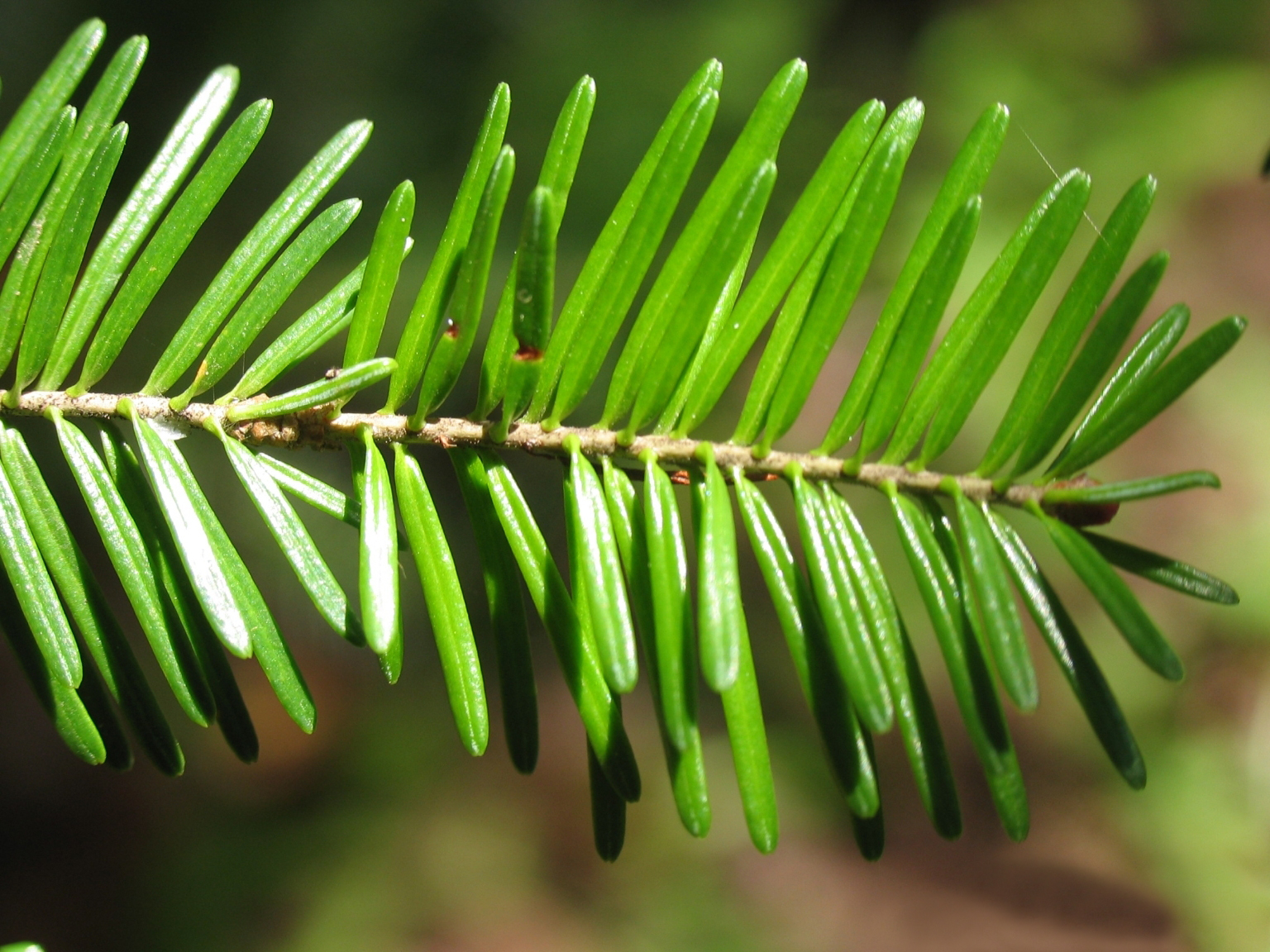
Gałązka z igłami

Jodła balsamiczna (Abies balsamea (L.) Mill.) – gatunek drzewa należący do rodziny sosnowatych. Nazwa gatunkowa pochodzi od jasnej, delikatnej żywicy wytwarzanej przez pień. W Ameryce Północnej jest najbardziej rozpowszechnionym gatunkiem jodły.
Rodzimy obszar występowania to Ameryka Północna: wschodnia część Kanady (Nowa Fundlandia na zachód do prowincji Alberta), jak również wschodnia część Stanów Zjednoczonych (Wisconsin na wschód do Maine, w kierunku południowym Appalachy do Wirginii Zachodniej). W uprawie gatunek ten został rozprzestrzeniony w Europie, na Filipinach oraz w Australii. 

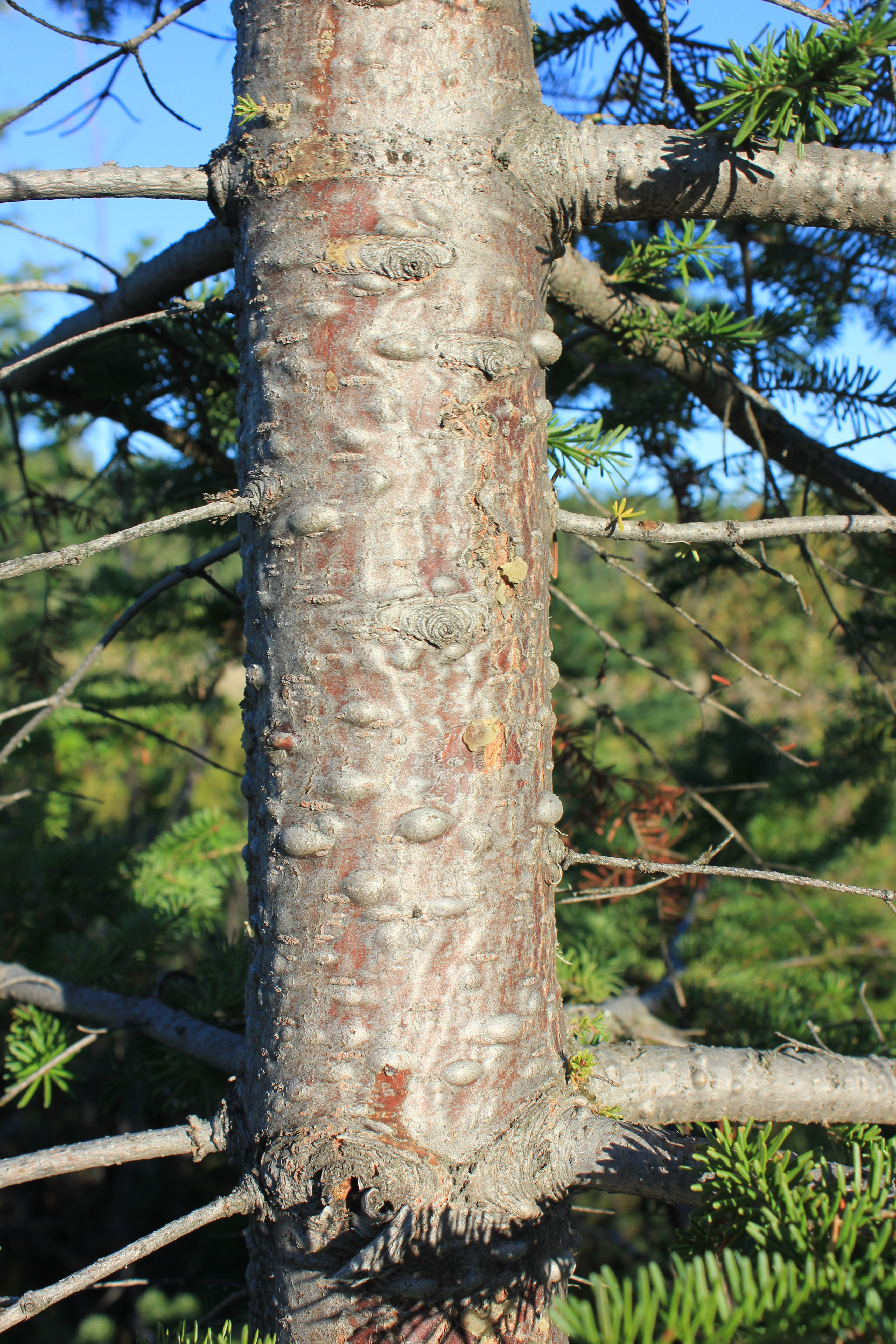
Pień

## Morfologia
PokrójŚredniego rozmiaru zimozielone drzewo, o wąskiej stożkowej koronie. Pień osiąga do 20 m wysokości.
LiścieWyrastają w dwóch nierównomiernych szeregach i są nieco zagięte. Potarte wydają balsamiczny zapach. Mają długość 1,5–3 cm, są ciemnozielone, często pokryte porami tuż przy wierzchołku i dwoma białymi paskami porowymi poniżej.
KoraKora młodych drzew w kolorze szarym, gładka, pokryta wyciekami żywicznymi, z wiekiem szorstka, popękana lub chropowata.
SzyszkiWydłużone, 4–8 cm długości, ciemnopurpurowe, dojrzewając wpadają w brązowawy kolor, zarazem rozsiewając nasiona we wrześniu.

## Zastosowanie
- Z żywicy wytwarza się balsam kanadyjski używany do konserwowania preparatów mikroskopowych oraz w optyce do sklejania soczewek[9].
- W wielu krajach jodła ta jest uprawiana jako roślina ozdobna. Jej walorami ozdobnymi są niebieskozielone, pachnące igły i pokrój choinki bożonarodzeniowej. Strefy mrozoodporności 3-8. Niektóre kultywary[6]:
  - 'Hudsonia' – karłowaty, gęsty krzew osiągający wysokość do 60 cm
  - 'Nana' – kulisty krzew o wysokości do 60 cm